# Кантатское водохранилище
Кантатское водохранилище — искусственное озеро в центре города Железногорск Красноярского края, образованное в рекреационных целях запруживанием болотистой поймы реки Кантат, с использованием насыпной плотины, возведённой с 1950 по 1958 год.

## История
Город Железногорск был основан в тайге в 1950 году как место проживания персонала Горно-химического комбината — завода по наработке оружейного плутония. При строительстве железнодорожной ветки от Красноярска до промплощадки завода линию потребовалось провести по пойме реки Кантат, из-за чего по ней была насыпана дугообразная по форме земляная плотина длиной 700, шириной 17 и высотой 10 м. Пойма затоплялась в паводки, что могло навести строителей города на мысль о создании озера. Генеральный план города предусматривал затопление торфяно-кустарниковой низменности, ограниченной плотиной и возвышенностями, на которых построен город, и образование в центре города озера для отдыха горожан. Тысячи жителей города на протяжении нескольких лет расчищали дно будущего озера от деревьев и кустарника. Заполнение водохранилища было закончено в 1958 году, почти сразу оно было зарыблено. Сразу после заполнения озера в нём всплыли торфяные пласты толщиной до 3-4 метров, зимой они были засыпаны скальным грунтом и затоплены обратно.
Старый город расположен северо-восточнее озера, новые микрорайоны охватывали озеро по часовой стрелке. В девяностые годы на южном берегу построен храм Михаила Архангела, в 2004 году на северо-восточном берегу построен Центр космической связи — восточный пункт наземного комплекса управления ФГУП «Космическая связь», обеспечивающий связь с российскими спутниками. В 2012—2013 годах была проведена масштабная чистка водоёма: озеро было частично спущено, извлечены 54 тысяч кубометров иловых отложений, после наполнения озеро повторно зарыблено.

## Рекреационное использование
К северо-восточному берегу озера примыкает парк культуры и отдыха, открытый в 1955 году, из парка на озеро выходит лодочная станция. На озере проводятся парусные регаты, триатлонные и прочие соревнования, ведётся рыболовство. Организованы три бесплатных пляжа: два официальных (на северо-восточном и северо-западном берегах озера) и неофициальный на южном берегу. С середины десятых годов прокладывается прогулочная пешеходно-велосипедная дорога вдоль берегов озера, планируется сделать замкнутое кольцо длиной 13 км. В 2022 году на южном берегу построен прогулочно-развлекательный комплекс «Нейтрино-парк», победивший на «Всероссийском конкурсе лучших проектов создания комфортной городской среды в малых городах и исторических поселениях», эти проекты привлекли около 100 млн. рублей федерального финансирования.

## Галерея

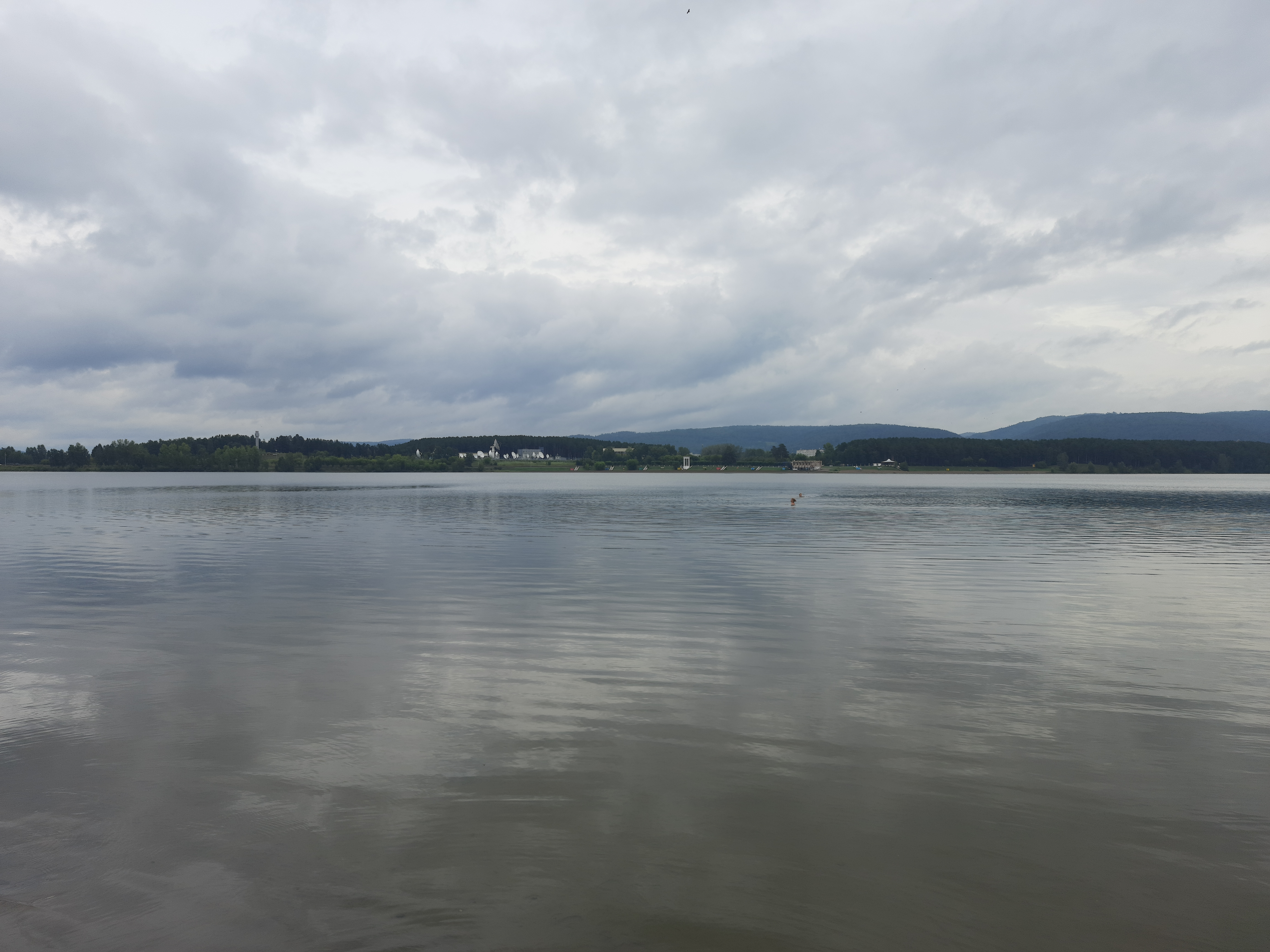
На горизонте слева направо — обелиск «Строителям города», Центр космической связи, пляж старого города
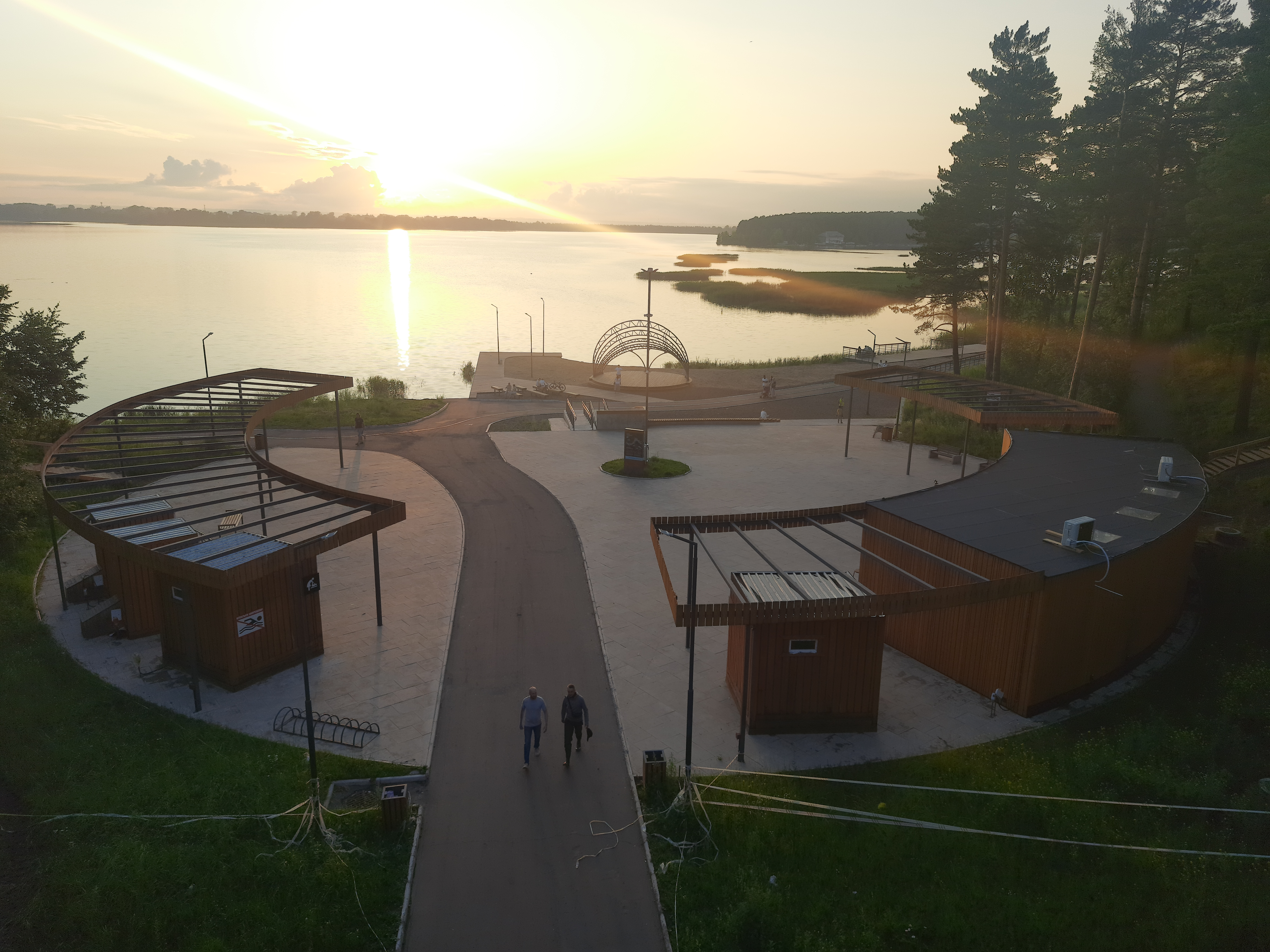
«Нейтрино-парк» на закате
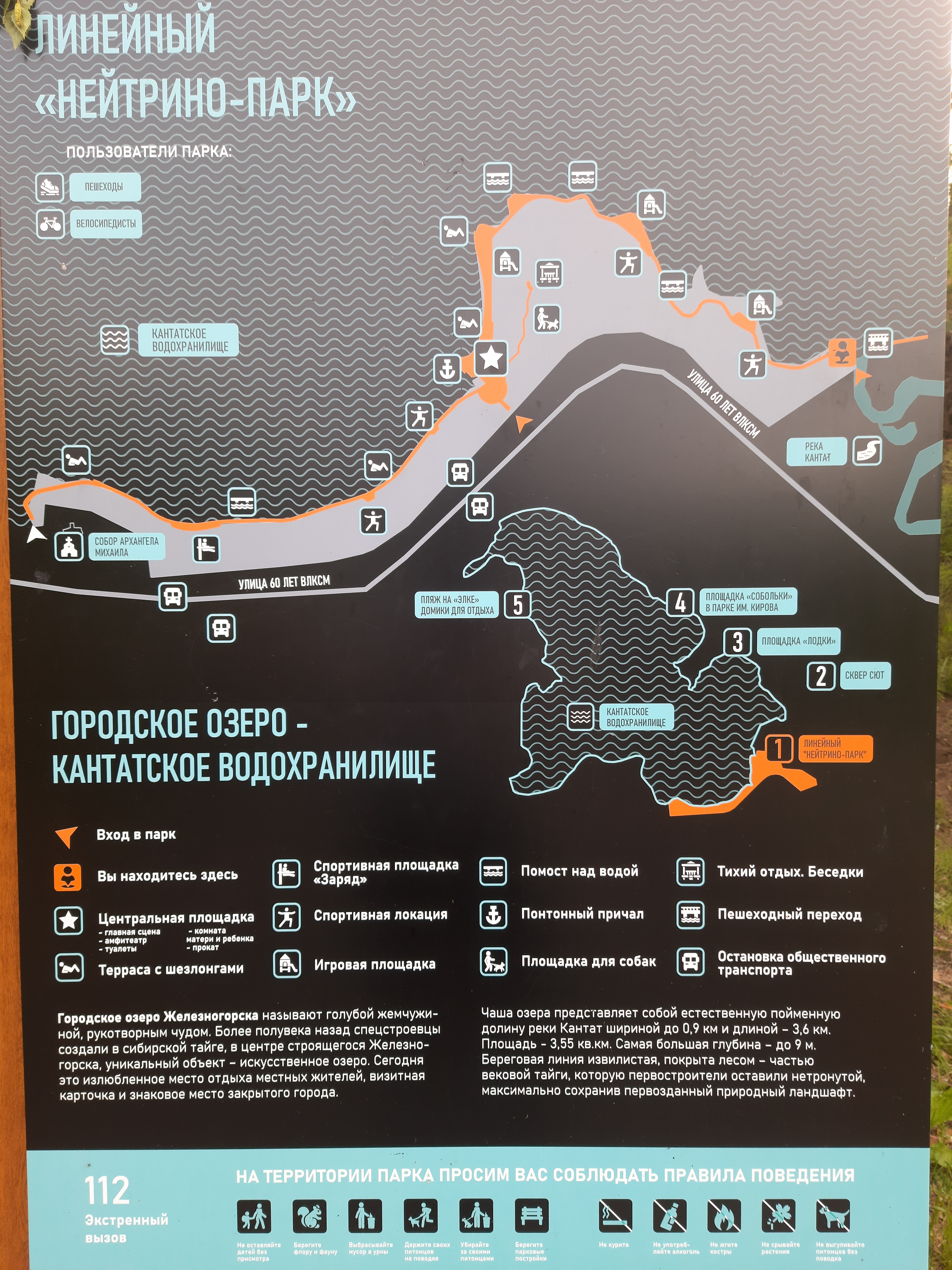
Схема «Нейтрино-парка»
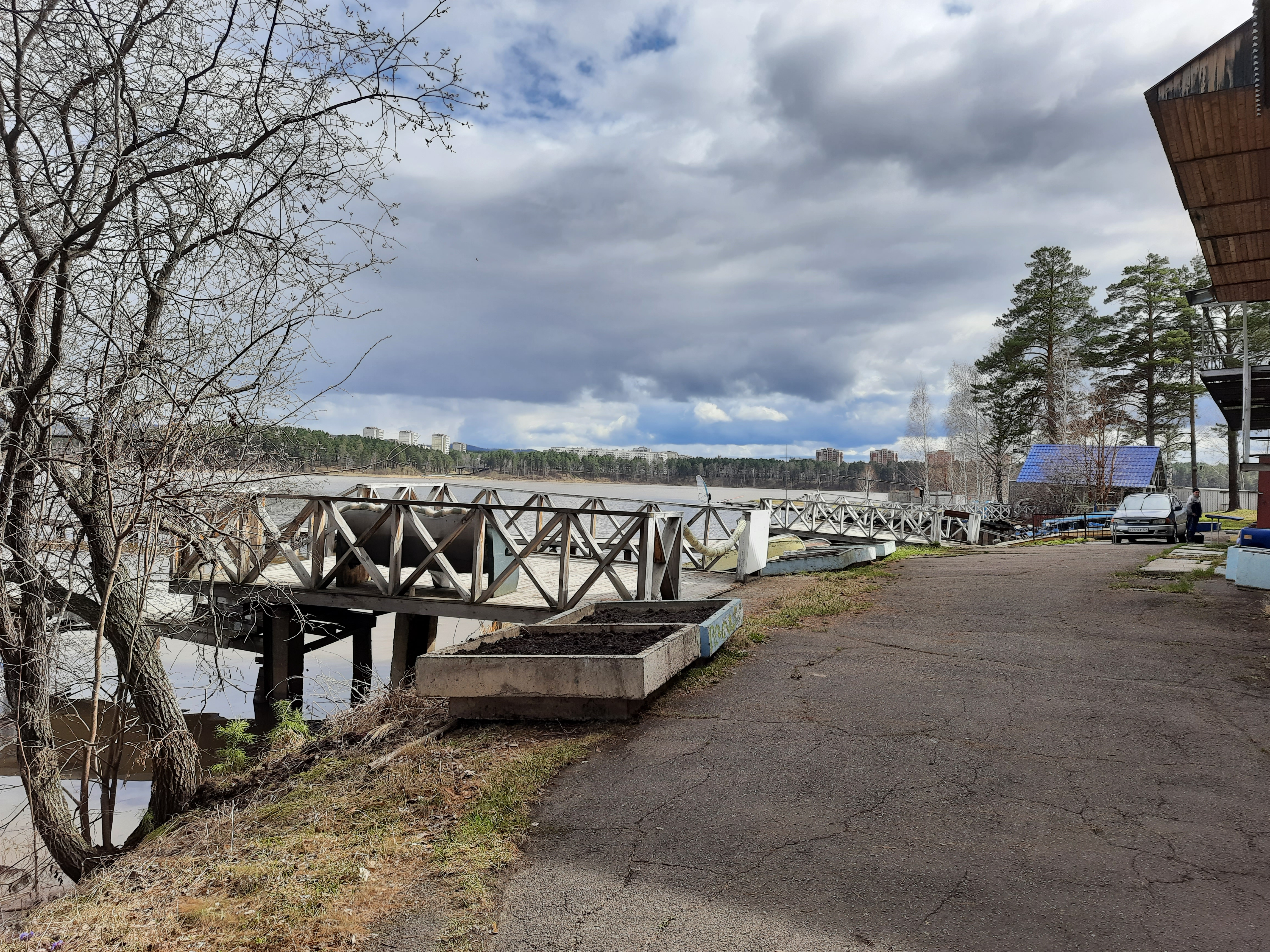
Бывшая лодочная станция в центральном парке
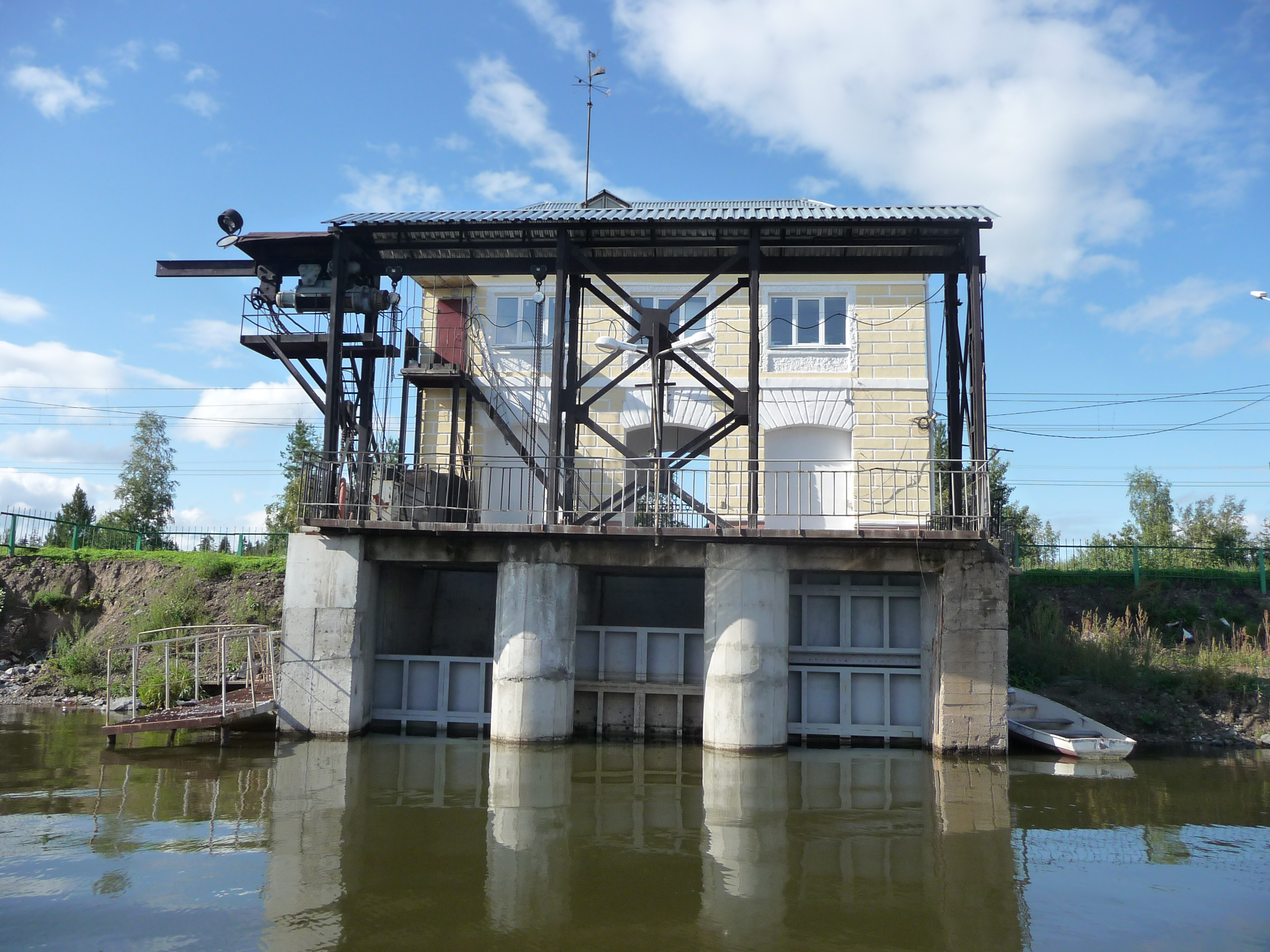
Шлюз в плотине
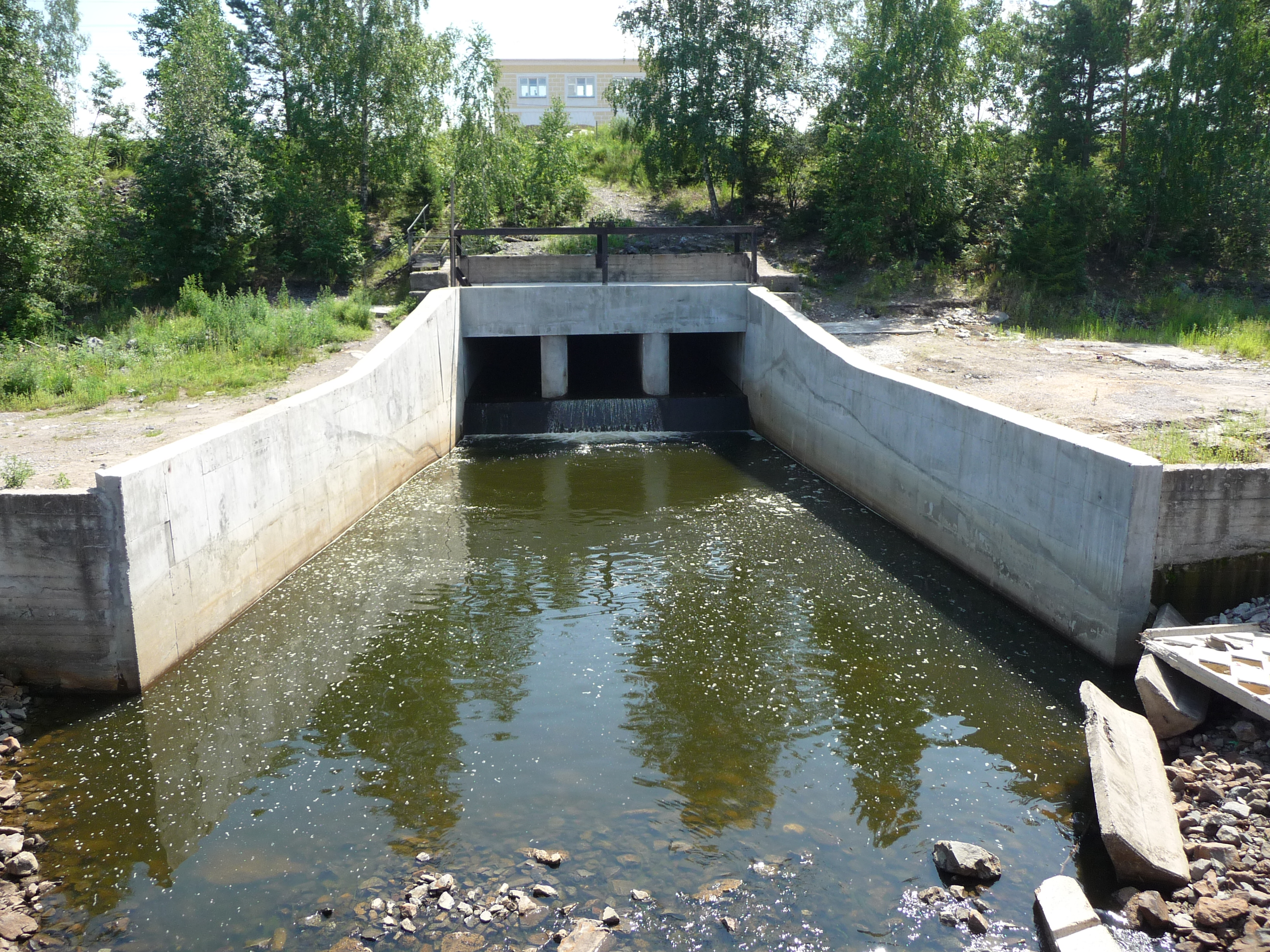
Водовыпускной канал